# 티민
티민(영어: thymine, T)은 디옥시리보핵산(DNA)에서 발견되는 4가지 핵염기들 중 하나이다. 나머지 핵염기들은 아데닌(A), 구아닌(G), 사이토신(C)이다. 티민은 피리미딘 핵염기로 5-메틸유라실로도 알려져 있다. RNA에서 티민은 유라실로 대체된다. 티민은 1893년 알브레히트 코셀과 알베르트 노이만(Albert Neumann)에 의해 송아지의 가슴샘(흉선, thymus)에서 최초로 분리되어서, 그 이름이 붙여졌다.

## 유도체
티민의 또 다른 이름인 5-메틸유라실이 시사하듯이, 티민은 유라실의 5번 탄소의 메틸화에 의해 유도될 수 있다. RNA에서 대부분의 경우 티민은 유라실로 대체된다. DNA에서 티민(T)은 두 개의 수소 결합을 통해 아데닌(A)과 염기쌍을 형성해서 핵산의 구조를 안정화시킨다.
티민은 디옥시리보스와 결합하여 뉴클레오사이드인 디옥시티미딘을 생성한다. 디옥시티미딘은 인산화되어 디옥시티미딘 일인산(dTMP), 디옥시티미딘 이인산(dTDP), 디옥시티미딘 삼인산(dTTP)를 각각 생성할 수 있다.
DNA의 일반적인 돌연변이들 중 하나는 자외선의 존재 하에 두 개의 인접한 티민 또는 사이토신이 피리미딘 이합체를 형성하여 DNA의 정상적인 기능을 저해하는 비틀림을 유발할 수 있다.
티민은 또한 암 치료에서 5-플루오로유라실(5-FU)의 작용에 대한 표적이 될 수 있다. 5-플루오로유라실은 DNA 합성에서 티민이나 RNA 합성에서 유라실의 대사 유사체가 될 수 있다. 이러한 유사체로의 치환은 활발히 분열하는 세포에서 DNA 합성을 억제한다.
티민은 생물체가 죽은 후 시간이 지남에 따라 히단토인으로 흔히 산화된다.

## 이론적 측면
2015년 3월에 NASA의 과학자들은 처음으로 운석에서 발견된 피리미딘과 같은 시작 화학물질을 사용하여 우주 공간과 비슷한 조건의 실험실에서 유라실, 사이토신, 티민을 포함한 DNA와 RNA의 복잡한 유기 화합물이 추가로 형성되었다고 보고했다. 과학자들에 따르면, 우주에서 발견되는 탄소가 가장 풍부한 화학물질인 다환 방향족 탄화수소처럼 피리미딘은 적색거성 또는 우주 먼지와 성간운에서 형성되었을 가능성이 있다. 티민은 운석에서 발견되지 않았으며, 이것은 DNA의 최초의 가닥이 티민을 얻기 위해 다른 곳을 찾아야 했다는 것을 암시한다. 티민은 일부 운석의 모체 내에서 형성되었을 가능성이 있지만, 과산화 수소와의 산화 반응으로 인해 운석 내에서 지속적으로 존재하지 못했을 수도 있다.

## 같이 보기
- 디옥시리보스
- 디옥시티미딘
- 디옥시티미딘 일인산 (dTMP)
- 핵염기
- 피리미딘
- 유라실